# 234 (عدد)
234 هو عدد صحيح  طبيعي بين 233 و235

## في الرياضيات

### خصائص
- 234عدد زوجي
- 234عدد زائد
- 234 عدد مضلعي (79 أضلاع-...)